# Anaphes bicolor
Anaphes bicolor är en stekelart som först beskrevs av Soyka 1953.  Anaphes bicolor ingår i släktet Anaphes och familjen dvärgsteklar. Inga underarter finns listade i Catalogue of Life.